# You'll Never Be Alone
You'll Never Be Alone este o baladă pop a cântăreței americane Anastacia. Cântecul a fost lansat ca al cincilea și ultimul single al albumului Freak Of Nature, în Europa. Deși nu a fost lansat în SUA, a ajuns în clasamentul Billboard Adult Contemporany. Piesa este una dintre cele mai apreciate ale Anastaciei deși nu a avut mare succes în clasamente.

## Formate și Track Listing-uri
- European promo single

1. "You'll Never Be Alone" [Radio Edit] 3:53
2. "You'll Never Be Alone" [Album Version] 4:41

- US promo single

1. "You'll Never Be Alone" [US Radio Edit]
2. "You'll Never Be Alone" [US Album Version]

- European CD single

1. "You'll Never Be Alone" [Album Version] 4:41
2. "You Shook Me All Night Long" (Duet with Celine Dion) [Live from VH1 Divas]
3. "Lord Is Blessing Me" [Anastacia Live on Stage at 6 Years Old]
4. "Late Last Night" [Album Version] 4:26
5. "You'll Never Be Alone" [Enhanced Video]

- UK CD single

1. "You'll Never Be Alone" [Album Version] 4:41
2. "You Shook Me All Night Long" (Duet cu Celine Dion) [Live from VH1 Divas]
3. "Lord Is Blessing Me" [Anastacia Live on Stage at 6 Years Old]
4. "You'll Never Be Alone" [Enhanced Video]

## Clasamente
| Austrian Singles Chart     | 42 |
| German Singles Chart       | 56 |
| Italian Singles Chart      | 28 |
| Swedish Singles Chart      | 34 |
| Swiss Singles Chart        | 36 |
| UK Singles Chart           | 31 |
| U.S. Adult Contemporary 1  | 28 |
| Note: - 1 Nelansat oficial |    |